# Архангел (фильм, 2005)
«Архангел» (англ. Archangel) — экранизация одноимённого романа Роберта Харриса (1998), выполненная компанией BBC в 2005 году, 3 серии.

## Сюжет
Английский специалист по советской истории доктор Келсо (Дэниел Крейг) приезжает в Москву на конференцию о Сталине. После конференции к нему подходит старик, который сообщает, что у него есть важные сведения. В гостинице «Украина», где остановился Келсо, Папу Рапава (так зовут старика) рассказывает, как он, будучи в 1953 г. охранником Берии, стал свидетелем смерти Сталина. Он видел, как Берия выкрал из сейфа Сталина на Ближней даче какой-то дневник и закопал его у себя во дворе в ящике из-под инструментов. 
Келсо едет в бывший особняк Берии, но видит, что дневник уже выкопан. Учёный приходит к Мамантову (Лев Прыгунов), главе коммунистического движения «Аврора» и бывшему агенту КГБ, и просит его рассказать о дневнике, говоря, что у него есть свидетель. Но Мамантов прогоняет его. Келсо отправляется в ночной клуб, где работает дочь Рапавы, проститутка Зинаида (Екатерина Редникова). Он просит увидеть её отца. Она отвозит его к многоэтажке, где живёт отец. Зайдя внутрь, он находит Рапаву мёртвым в ванне. При выходе из квартиры доктора избивают хулиганы. Он обращается за помощью в милицию, но его задерживают.

## В ролях
| Актёр                 | Роль            |
| --------------------- | --------------- |
| Дэниел Крейг          | Келсо           |
| Екатерина Редникова   | Зинаида Рапава  |
| Ерванд Арзуманян      | Берия           |
| Автандил Махарадзе    | Сталин          |
| Ромуалдс Анцанс       | Арсеньев        |
| Лев Прыгунов          | Мамантов        |
| Гэбриел Махт          | О’Брайен        |
| Алексей Дьяков        | Феликс Суворин  |
| Гарри Дитсон          | Фрэнк Эйдельман |
| Таня Муди             | Велма           |
| Анна Герасимова       | Анна Сафанова   |
| Клаудия Харрисон      | Луиза           |
| Игорь Филиппов        | майор Кретов    |
| Людмила Голубева      | Варвара         |
| Константин Лавроненко | Иосиф           |
| Елена Бутенко         | библиотекарь    |